# ウスバサイシン
ウスバサイシン（薄葉細辛、学名：Asarum sieboldii Miq.）は、ウマノスズクサ科カンアオイ属に分類される多年草の1種（シノニム：Asiasarum sieboldii、Asarum sieboldii var. cineoliferum（カワリバウスバサイシン））。

## 分布と生育環境
中国大陸中南部、朝鮮半島および日本に分布する。
日本では、本州の中部地方、関東地方から中国地方にかけて広く分布し、山地のやや湿った林下に生育する。従来、関東地方以北、主に東北地方で本種とされてきたのは、2007年にトウゴクサイシン Asarum tohokuense Yamaji et Ter.Nakam. として分けられ、新種記載された。

## 特徴
花期は3-5月頃で、暗紫色の花を咲かせる。花弁のように見える部分は萼である。同種のアオイ類などと比べ、葉が薄いこと、味が辛いことが和名の由来となっている。アリが種子を運ぶ。国内に分布するウスバサイシンは、形態、含有成分の違いなどにより複数の亜種が指摘されている。
本種は上胚軸休眠種子と呼ばれる特性があり、植物体が種子を飛散させる状態になっていても、種子内部の胚は十分に成熟をしていない。そのため、湿潤埋蔵期間中（実際には、土中で発芽時期までの期間）に胚が肥大成長し発芽に至る。また、成熟は10℃および25℃・100日では進まず、至適温度は15℃・50日程度とされる。
- 花の細部
- 萼筒は筒形または扁球形で筒口は広く、萼裂片は三角状広卵形で、先はつまんでとがったようになる[4]
- 葉は卵心形[1]

## 生薬
ウスバサイシンまたはケイリンサイシン（Asarum heterotropoides var. mandshuricum、シノニムAsarum heterotropoides var. mandshuricum）の根および根茎は細辛（サイシン）という生薬である。解熱、鎮痛作用があり、小青竜湯、麻黄附子細辛湯、立効散などの漢方方剤に使われる。
- ウスバサイシンの地上部に含まれるアリストロキア酸は腎障害発生の注意喚起がされている[7][8]。